# Jon Van Caneghem

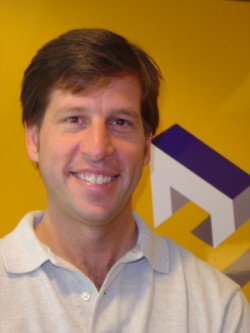
Jon Van Caneghem

Jon Van Caneghem – projektant gier komputerowych. Największą sławę przyniosły mu gry z serii Might and Magic.
Van Caneghem założył New World Computing w 1983 roku. Firmę przejęło większe The 3DO Company w 1996 roku. Gdy 3DO zbankrutowało w 2003 roku, zniknęło również New World Computing. W 2004 roku Van Caneghem dołączył do NCsoft. Opuścił firmę w 2005 roku i postanowił otworzyć własną firmę w Kalifornii. Wraz z byłym pracownikiem studia Electronic Arts stworzył firmę Trion World Network, która miała tworzyć gry MMORPG. Van Caneghem odszedł z Trion w 2009 roku i dołączył do Electronic Arts, gdzie zajmuje się marką Command & Conquer.